# Llocalou
Llocalou är en ort i Spanien.   Den ligger i provinsen Província de Girona och regionen Katalonien, i den östra delen av landet, 500 km öster om huvudstaden Madrid. Llocalou ligger 358 meter över havet och antalet invånare är 125.
Terrängen runt Llocalou är huvudsakligen kuperad. Llocalou ligger nere i en dal. Runt Llocalou är det ganska glesbefolkat, med 42 invånare per kvadratkilometer. Närmaste större samhälle är Olot, 3,4 km söder om Llocalou. I omgivningarna runt Llocalou växer i huvudsak blandskog.